# John Caskey
John Caskey, né le 7 décembre 1908 à Boston, Massachusetts et mort le 4 décembre 1981, est un archéologue américain, spécialiste du Néolithique et de l'âge du Bronze en Grèce.

## Biographie
John, dit Jack, Langdon Caskey a été directeur de l'American School of Classical Studies at Athens de 1949 à 1959, puis professeur à l'université de Cincinnati de 1959 à 1979, où il a succédé à son maître Carl Blegen.
Il a d'abord assisté Carl Blegen dans ses fouilles sur le site de Troie (1932-1938). Il a dirigé des fouilles importantes à Lerne, en Argolide (1952-1958), puis à Agia Irini, sur l'île de Kéa.
Il a reçu en 1980 la Gold Medal for Distinguished Archæological Achievement décernée par l'Institut archéologique américain (Archaeological Institute of America).
Physiquement diminué, il ne survit pas beaucoup à son départ en retraite et meurt le 4 décembre 1981 ; il regrettait de ne pas avoir pu mener plus loin la publication des fouilles qu'il avait dirigées à Lerne et à Agia Irina, publication qui sera continuée après sa mort et jusqu'au XXIe siècle par ses disciples et continuateurs.

## Publications
- (avec Carl W. Blegen et Marion Rawson), Troy. Excavations conducted by the University of Cincinnati. 1932-1938, Princeton, Princeton University Press.– Vol. 1. General introduction, the first and second settlements, 2 vol., 1950 ; Vol. II, Troy, the third, fourth, and fifth settlements, 2 vol., 1951 ; Vol. 3. Troy, the sixth settlement, 2 vol., 1953.
- « Greece, Crete, and the Aegean Islands in the early bronze age », in The Cambridge Ancient History (en), vol. I, part II, ch. 26, 44 p., Cambridge University Press, 1965.
- « Greece and the Aegean Islands in the middle bronze age », in The Cambridge Ancient History, vol. II, part I, ch. 4, 32 p., Cambridge University Press, 1966.
- Direction de la publication de Lerna: a preclassical site in the Argolid: Results of excavations conducted by the American School of Classical Studies at Athens, American school of classical studies at Athens, 8 vol., 1969-

Seuls les deux premiers volumes ont été publiés de son vivant, en 1969 et 1971.  Liste des volumes.
- (avec E. T. Blackburn), Lerna in the Argolid: a short guide, American School of Classical Studies at Athens, 1997, 32 p.